# Xiaomi Mi Band 4
Xiaomi Mi Band 4 — це фітнес-трекер, розроблений компанією Xiaomi. Анонс в Китаї відбувся 11 червня 2019, в Європі днем пізніше. Браслет випущено 16 червня 2019 року для китайського ринку та 26 червня для європейського. Має повнокольоровий ємнісний AMOLED дисплей та функцію неперервного моніторингу серцевого ритму.

## Технічні характеристики

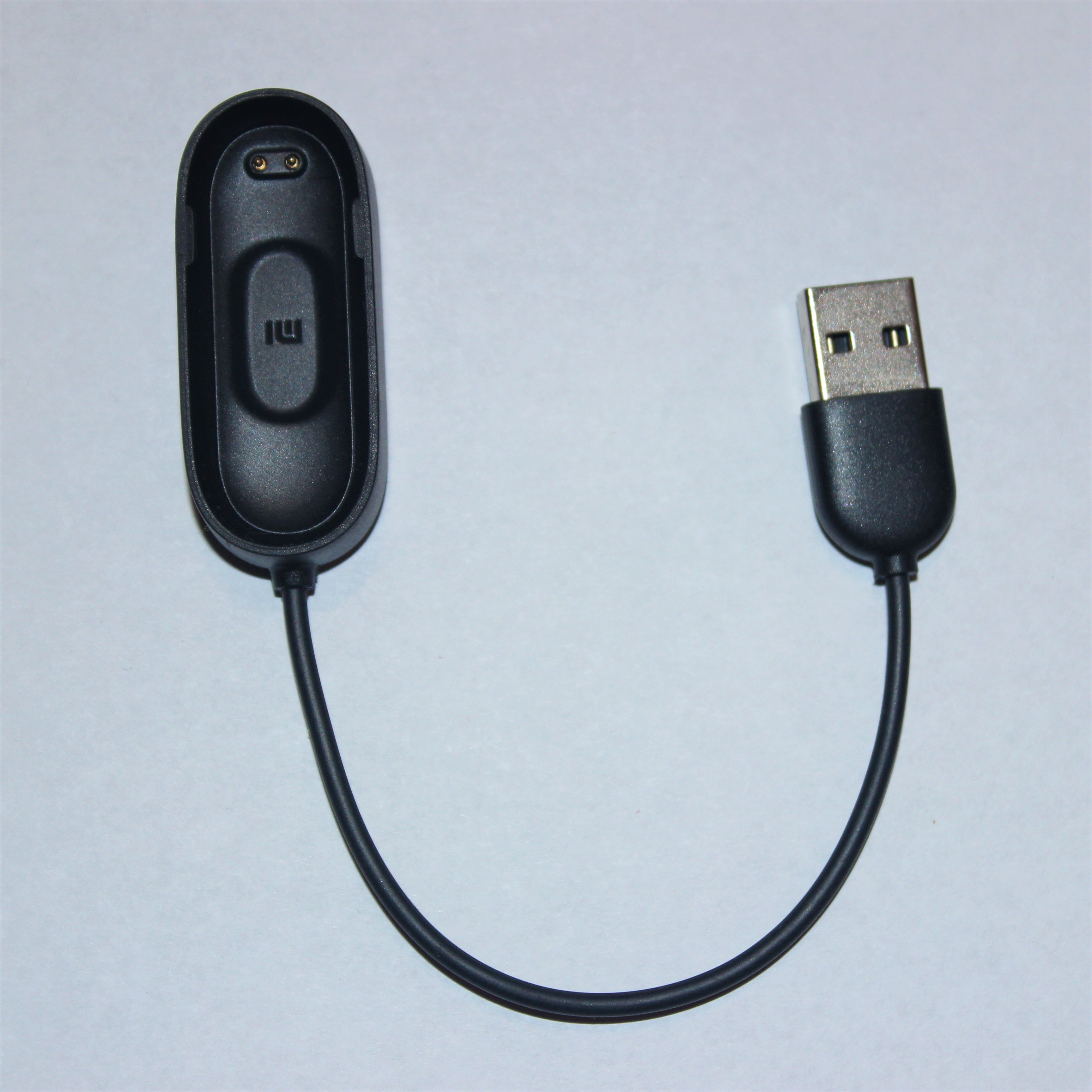
Зарядний кабель (док-станція) для Xiaomi Mi Band 4

- Дисплей: 0.95 дюйма AMOLED, кольоровий, сенсорний, 2.5D (з заокругленими гранями);
- Глибина кольору: 24-біт;
- Яскравість дисплея: 400 нт;
- Роздільна здатність: 120 x 240;
- Кнопка: сенсорна (пробудження, повернутись назад);
- Бездротові технології: Bluetooth 5.0 BLE[1], NFC в моделі Xiaomi Mi Band 4 NFC;
- Вага: 22.1 г;
- Оперативна пам'ять: 512 Кб;
- ROM: 16 Мб;
- Акумулятор: Li-Pol 135 mAh (до 20 днів роботи);
- Датчики: акселерометр, гіроскоп, оптичний датчик серцевого ритму, датчик наближення;
- Рівень водонепроникності: IP68 (до 50 метрів, 5 атмосфер);

## Можливості
Спортивні функції:
- 6 режимів тренування: бігова доріжка, вправи, біг на відкритому повітрі, їзда на велосипеді, ходьба, плавання в басейні;
- Підрахунок кроків, відстані й спалених калорій;

Функції моніторингу здоров'я:
повідомлення про завершення тренування, налаштування цілей, моніторинг сну, контроль частоти серцевих скорочень, цілодобовий контроль серцевого ритму, частота серцевих скорочень в стані спокою, діаграма серцевого ритму, неактивні оповіщення.
Інші функції та можливості:
сигналізація, датчик наближення, циферблат, який можна налаштовувати, таймер, секундомір, телефонна сигналізація та сповіщення, вхідні
дзвінки, сповіщення про повідомлення, сповіщення календаря, сповіщення з додатків, прогноз погоди, функція «знайти мій телефон», розблокування телефону, сповіщення про подію, нічний режим, режим не турбувати (працює навіть без телефону), індикація рівня заряду акумулятора, оновлення по повітрю (ОТА). Xiaomi Mi Band 4 підтримує фірмовий голосовий асистент Xiao AI (тільки у NFC-версії), що дозволяє управляти функціями браслета голосом. Так, за допомогою голосових команд можна, наприклад, ввімкнути музичний програвач на смартфоні, або керувати пристроями розумного будинку від Xiaomi.

## Цікаві факти
- Ремінці для Mi Band 4 і Mi Band 3 сумісні між собою.
- Версії Mi Band 4 і Mi Smart Band 4 не відрізняються за технічними характеристиками й зовнішнім виглядом. Mi Smart Band 4 — це назва того ж браслету тільки для європейського ринку.[7]
- Модуль NFC функціонує в Україні за допомогою карток Mastercard через платіжну систему Mi Pay. До системи вже долучилися багато банків України. [8][9]
- Компанія Xiaomi випустила лімітовану версію трекеру, стилізовану під героїв Марвел Месників — Mi Band 4 Avengers Limited Edition, яка має атрибути супергероїв і металеві елементи на ремінцях. Дана лімітована версія буде продаватися з особливими ремінцями, на застібку яких нанесено логотип Месників з Всесвіту Marvel, а в налаштуваннях можна вибрати ексклюзивні циферблати. Доступно три версії Mi Band 4 Avengers Edition: з синім ремінцем (Капітан Америка), з червоним (Залізна людина) і з чорним (Месники).[10]